# Ernst von Geßler

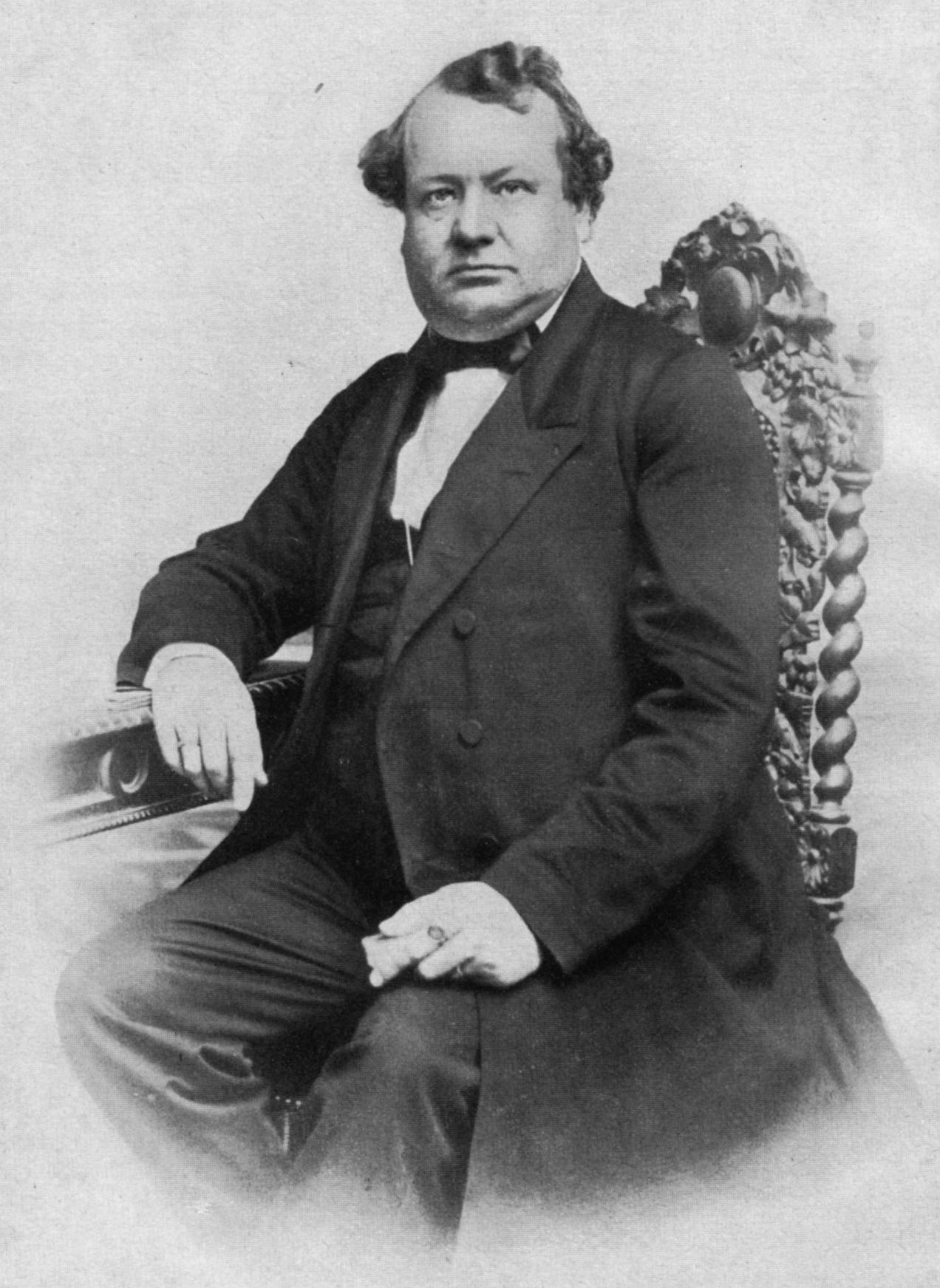
Ernst Geßler

Ernst Geßler, ab 1859 von Geßler (* 27. Oktober 1818 in Ellwangen (Jagst); † 12. Dezember 1884 in Stuttgart) war württembergischer Regierungsrat und von 1864 bis 1870 Innenminister des Königreichs Württemberg.

## Berufliche Laufbahn
Nach dem Besuch des Gymnasiums in Ellwangen wurde Geßler 1843 Gerichtsaktuar in Mergentheim. Er wurde 1845 zum Regierungsassessor und 1846 zum Ministerialassessor befördert. Als Regierungsrat im württembergischen Innenministerium war er 1848 mit den Ausschreitungen während der Märzrevolution in Heilbronn und 1849 beim badischen Aufstand befasst. Im Jahre 1850 erfolgte seine Ernennung zum Ministerialrat. Von 1863 bis 1877 war Geßler ordentliches Mitglied im Geheimen Rat. Von 21. September 1864 bis 23. März 1870 war er während der Regierungszeit des Ministeriums Varnbüler württembergischer Innenminister. Bis 1884 war Geßler Rat beim württembergischen Verwaltungsgerichtshof. Außerdem war er seit 1861 ernanntes lebenslanges Mitglied der württembergischen Ersten Kammer.

## Familie
Geßler hatte sechs Geschwister. Sein Bruder Theodor Geßler war Kanzler der Universität Tübingen und württembergischer Kultusminister (1870–1885). Geßler war zweimal verheiratet und hatte aus erster Ehe vier Kinder. Sein Sohn Wilhelm Geßler war von 1908 bis 1914 württembergischer Finanzminister.

## Ehrungen
Geßler wurde 1859 mit dem Kommenturkreuz des Ordens der württembergischen Krone ausgezeichnet, welches mit dem persönlichen Adelstitel verbunden war. Außerdem erhielt er 1865 das Großkreuz des Friedrichs-Ordens.